# Martin Šinkovský
Martin Šinkovský (* 15. ledna 1979 Šumperk) je český spisovatel, scenárista, publicista, filmový vědec a lektor tvůrčího psaní.

## Život
Narodil se v Šumperku. Vystudoval nejprve Vyšší odbornou školu filmovou (VOŠFZ) ve Zlíně, následně obor filmová a divadelní věda na Filozofické fakultě Univerzity Palackého v Olomouci.[zdroj?]

## Tvorba
V průběhu studií ve Zlíně se věnoval filmové tvorbě, která vyvrcholila loutkovým Večerníčkem Krysáci, jenž produkovala Česká televize. Později začal psát knihy a komiksové scénáře. Na těch spolupracuje především s Petrem Novákem (TICHO 762), ale i s dalšími autory a ilustrátory (Marek Rubec, Jan Pomykač). Nejznámějším komiksem je Trikolora, jejíž dotisk proběhl v roce 2024. Pro Vědeckou knihovnu v Olomouci připravil karetní hru Otevři si svou knihovnu. Poslední knihu Petronie a ptáčník napsal pro svou dceru Zoju. Publikuje také v časopisech Full Moon Magazine, ABC, Bublifuk, Raketa nebo Komiksfest Revue. Je také příležitostným filmovým a divadelním hercem (např. pohádka Pravý rytíř, Divadlo v okovech). V dětském knihkupectví Zlatá velryba v Olomouci vede kurzy tvůrčího psaní pro dospělé.[zdroj?]
Je členem výboru Asociace spisovatelů. 

## Dílo

### Televize
- Krysáci (Česká televize, 2008–2009)

### Rozhlas
- Detektivové ze Zelňáku (2024) - sedmidílný seriál pro rozhlasový pořad Českého rozhlasu Hajaja.

### Knihy
- Vincent a Bóďa – Dobrodružství v Benátkách (Albatros, 2016)
- Vincent a Bóďa – Tajemství Hraničního lesa (Albatros, 2017)
- Lapálie v Lampálii (Triton, 2017)
- Chodil obr po zemi (Albatros, 2018)
- Robot F.R.N.K. a doktor Nadefin (Modrý slon, 2018)
- Městečko Kytice (Egmont, 2018)
- Lampálie v ohrožení (Triton, 2020)
- Průsvitní (CooBoo, 2020)
- Hvězdonauti 1: Naděje (Pikola / Euromedia Group, 2021)
- Hvězdonauti 2: Vážná hrozba (Pikola / Euromedia Group, 2022)
- Petronie a Ptáčník: dobrodružný příběh po odvážné děti (Rosier, 2023)

### Komiksy
- Kde domov můj... (2013) – pro Filozofickou fakultu UP (výtvarník: TICHO 762, spoluautor: Pavel Bednařík)
- Mlžný ostrov zbarvený do ruda (CooBoo, 2018) - výtvarník: TICHO 762
- Lapis Lucius - Záblesk demokracie v Kroměříži 1848 (2018) – výtvarník: TICHO 762 (Vydáno u příležitosti konference Zrod soudobého Středoevropana konané 19.- 21. 9. 2018 na kroměřížském zámku.)
- Prokop & Buben (2018) – výtvarník: TICHO 762 (13dílný seriál pro časopis ABC)
- Trikolora (CooBoo, 2019) - výtvarník: TICHO 762
- Slavika: Kult tříhlavého prasete (Egmont, 2021) - výtvarník: TICHO 762
- Rozděl-ení (CooBoo, 2022) – výtvarník: Jan Pomykač
- Zde se nacházíte: Svatováclavské návrší v proměnách staletí (2023) – pro Muzeum umění Olomouc (výtvarník: TICHO 762, spoluautor: Miroslav Kindl)
- Tři královny – (Post Bellum / Paměť národa, 2024); scénáře: Anděl u klavíru (příběh Květy Bartoňové, výtvarník: TICHO 762), Tři královny (příběh Zdeny Mašínové, výtvarník: Marek Rubec); komiks Hodolanské peklo (příběh Eriky Bednářové) scénář: Jan Blažek, výtvarnice: Františka Loubat.
- Temné obilí / Masakr na Švédských šancích v souvislostech – (Vydavatelství Univerzity Palackého, 2025) – výtvarník: TICHO 762 (autor studie Masakr na Švédských šancích v souvislostech: Pavel Kreisinger)

### Počítačové hry
- Attentat 1942
- DigiStories: Nela
- Svoboda 1945: Liberation
- Train to Sachsenhausen

## Osobní život
Žije v Olomouci se ženou a třemi dcerami. Má v oblibě žánr sci-fi, který inspiroval dva díly komiksu Hvězdonauti. Od studií ve Zlíně byl spoluzakladatelem a dlouholetým kapelníkem recesisticko-hudební skupiny Sajbršansón. V komunálních volbách v letech 2018 a 2022 kandidoval v Olomouci za hnutí ProOlomouc, jehož je členem.